# Sarah Aldrich
Sarah Aldrich(nascida em 10 de fevereiro de 1969) é uma atriz estadunidense.

## Biografia
Aldrich nasceu em Los Angeles , Sarah passou a infância no norte da Califórnia . Ela descobriu pela primeira vez seu amor pelo teatro na faculdade, levando-a a participar do American Conservatory Theater programa de treinamento e, finalmente, para ganhar um diploma em teatro no UCLA.

## Carreira
Aldrich começou sua carreira na televisão no papel como convidada em Silk Stalkings em 1996. Ela também é conhecido do público durante o dia de seus papéis como Jill Stevens em Days of our Lives 1996-1997 e como Victoria Newman , substituindo Heather Tom  em The The Young and the Restless em 1997.
Em junho de 1998, Aldrich juntou ao elenco de General Hospital s spinoff Port Charles como Courtney Kanelos, a ex-namorada de Joe Scanlon.
Ela também já teve papeis como convidados emBeverly Hills, 90210, Without a Trace, Total Security e The Jenny McCarthy Show. Ela também apareceu em um episódio da série da Fox Bones e House MD.

## Ligações Externas
- Sarah Aldrich. no IMDb.